# Fantasia (cantante)
Fantasía Monique Barrino (High Point, Carolina del Norte; 30 de junio de 1984),  conocida artísticamente como Fantasia, es una cantante estadounidense de R&B y neo soul. Fue la ganadora de "American Idol" en 2004. Venció en la final con el tema "I Believe", pero la canción que más la hizo triunfar en el concurso fue "Summertime" de George Gershwin. Con una voz con raíces góspel, su mezcla entre temas actuales y grandes clásicos de la música negra dejó ver su versatilidad como cantante.

## Biografía
Fantasia nació en High Point (Carolina del Norte), y creció escuchando a Mónica, Brandy, Aretha Franklin, Pink; y una pasión lejana a estas otras; Aerosmith. Con apenas 19 años y siendo madre soltera, Barrino tuvo el cambio más radical en su vida. Ser madre soltera desde los 17 años fue uno de los motivos que más la impulsó para presentarse al casting de Atlanta. en un casting de más de 70.000 personas Fantasía fue elegida por la versatilidad y potencial de su voz, y su fuerza en el escenario. Frente a otra de las favoritas, Diana DeGarmo, Fantasía hizo suyo al público con su espontaneidad, sobre todo con uno de los hechos más recordados en el concurso, justo en el momento que se presentaba uno de sus tacones se rompió, pero ella supo salir del apuro sin más. Otra de sus apariciones más sonadas fue cuando apareció en "American dreams", interpretando el papel de Aretha Franklin. Fantasía Barrino fue la primera artista de American Idol en conseguir que su primera canción fuera directamente un número uno, "I Believe", escrita por Tamyra Gray. J-Records lanzó su debut, "Free Yourself" en noviembre de 2004.
Una de las primeras imposiciones de Clive Davis en el debut fue cambiar el nombre de Fantasía Barrino por simplemente Fantasia, ya que, según él, las divas solo debía de llevar un nombre. Clive Davis llevaba hasta el momento a todos los ganadores de American Idol, y también aquellos que a pesar de no haber ganado habían triunfado. Bajo su dirección estaban Kelly Clarkson, Justin Guarini, Ruben Studdard y Clay Aiken entre otros, pero todos en fin eran meras estrellas o cantantes de pop; pero con Fantasia se intentó buscar un estilo personal dentro del R&B y el urban. En otros álbumes de concursantes americanos había colaboraciones como Matthew Wilder (debut de Kelly Clarkson) o Neil Sedaka y Aldo Nova (en el debut de Clay Aiken); pero en el de Fantasía eran colaboraciones de lujo como Missy Elliott, Jermaine Dupri y Rodney Jerkins; tres de los más grandes productores de música negra actualmente; algo que ayudó al álbum a tener un sonido nuevo y muy fresco. Su paso por el concurso no se olvidó; se demuestra con la nueva grabación de "Summertime", mucho más pulida que la de su memorable actuación en el programa. La voz de Fantasía que radiaba las televisiones en espectaculares actuaciones de unos minutos, ahora se podía oír en trece tracks. Algunos pensaban que su timbre fino, no era bueno para cantar, e incluso muchos opinaban que su voz no era demasiado buena, pero a sus fanes su especial timbre les parece parte de su idiosincrásico estilo. En 2011 consiguió hacerse con su primer Grammy en la categoría de mejor "Vocal Performance Femenina" con la canción Bittersweet, primer sencillo de su tercer disco.
Está casada con Kendall Taylor desde 2015. Tuvo a su hija Keziah London Taylor el 23 de mayo de 2021.

## Discografía

### Álbumes
- Free Yourself (2004)
- Fantasia (2006)
- Back to Me (2010)
- Side Effects of You (2013)
- The Definition Of... (2016)
- Christmas After Midnight (2017)

### Sencillos
| Año  | Título                                           | Mejor posición | Mejor posición | Álbum               |
| Año  | Título                                           | EUA            | EUA R&B        | Álbum               |
| ---- | ------------------------------------------------ | -------------- | -------------- | ------------------- |
| 2004 | "I Believe"                                      | 1              | 12             | Free Yourself       |
| 2004 | "Truth Is"                                       | 21             | 2              | Free Yourself       |
| 2005 | "Baby Mama"                                      | 60             | 16             | Free Yourself       |
| 2005 | "Free Yourself"                                  | 41             | 3              | Free Yourself       |
| 2005 | "It's All Good"                                  | —              | —              | Free Yourself       |
| 2005 | "Ain't Gon' Beg You"                             | —              | 37             | Free Yourself       |
| 2006 | "Hood Boy" (con Big Boi)                         | 103            | 21             | Fantasia            |
| 2007 | "When I See U"                                   | 32             | 1              | Fantasia            |
| 2007 | "Only One U"                                     | —              | 36             | Fantasia            |
| 2010 | "Bittersweet"                                    | 74             | 7              | Back to Me          |
| 2010 | "I'm Doin' Me"                                   | 101            | 11             | Back to Me          |
| 2011 | "Collard Greens & Cornbread"                     | —              | 47             | Back to Me          |
| 2013 | "Lose to Win"                                    | 102            | 38             | Side Effects of You |
| 2013 | "Without Me" (con Kelly Rowland y Missy Elliott) | 74             | 26             | Side Effects of You |
| 2013 | "Side Effects of You"                            | —              | —              | Side Effects of You |

## Filmografía
En cine
- 2006: The Fantasia Barrino Story: Life is Not a Fairy Tale
- 2016: Tobacco Valley
- 2023: El color púrpura[3]

En teatro
- The Color Purple [Broadway] (2007) como Celie
- After Midnight [Broadway] (2013-2014) como Special Guest Star
- Soul Kitten's Cabaret (2011) como Good Conscience